# 新篠津村立新篠津中学校
新篠津村立新篠津中学校（しんしのつそんりつ しんしのつちゅうがっこう）は、北海道石狩郡新篠津村第47線北9番地にある公立中学校。

## 歴史
1947年（昭和22年）6月3日、 新篠津中学校の「本校」が新篠津小学校内に併置される。また、第三小学校内に「中分校」が、第四小学校には「下分校」が、それぞれ校舎を間借りする形で併置される。
1948年（昭和23年）11月、47線北2号の村役場裏に新篠津中学校の新校舎が完成。同じく新篠津第二中学校の校舎も42線南41番地に完成し、開校となった。
1958年（昭和33年）5月23日、高倉地区の第五小学校に併置する形で第三中学校が開校したが、「高倉中学校」の通称で呼ばれた。また同年、遠隔地から新篠津中学校に通う生徒のために、寄宿寮が設置される。対象は第一地区と第五地区の通学生とされ、冬期間のみ利用できた。
1966年（昭和41年）に村内の3中学校を統合することが決まり、9月30日をもって旧新篠津中学校と高倉中学校を廃校としたうえで、新しい新篠津中学校が創設された。しかしこの時点では統合後用の新校舎が建設中であったため、旧高倉中学校は分校という扱いで授業を継続した。
翌1967年（昭和42年）3月、47線北9番地に新校舎が完成。3月31日をもって第二中学校を廃校とし、旧高倉中学校を含むすべての生徒を収容して、4月6日に新篠津中学校の開校式と入学式が行われた。
2001年（平成13年）3月8日、「税をテーマにしたポスター」北海道知事奨励賞受賞。
2008年（平成20年）11月8日、「いじめ根絶メッセージ」石狩教育局長賞受賞。
2010年（平成22年）4月、新校舎落成。

## 参考資料
- 『新篠津村史』石狩郡新篠津村役場、1975年9月1日。